# Lazaros Christodoulopoulos
Lazaros Christodoulopoulos (Salonica, 19 de dezembro de 1986) é um futebolista profissional grego, atualmente defende o Aris.

## Carreira

### PAOK
Christodoulopoulos se profissionalizou no PAOK em 2005.

### AEK Atenas
Christodoulopoulos se transferiu para o AEK Atenas, em 2016.

## Títulos
AEK Atenas
- Superliga Grega: 2017–18